# Embalse del Tejo
El embalse del Tejo o de las Tabladillas está ubicado en el municipio de El Espinar en la provincia de Segovia, comunidad autónoma de Castilla y León, España.

## Localización

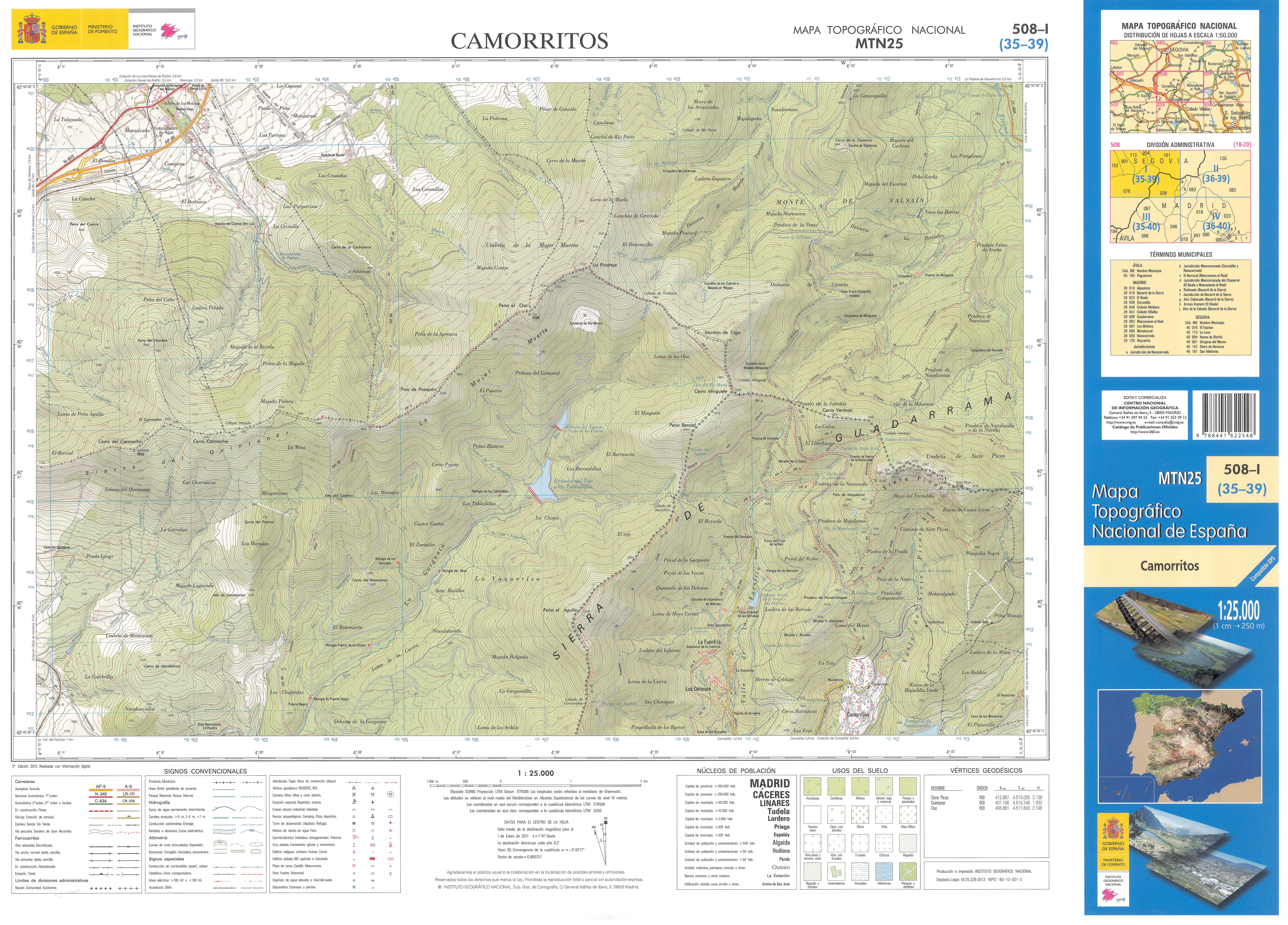
Fragmento 0508c1 de la hoja 508 del Mapa Topográfico Nacional de España de 2012 en el que se representa el embalse

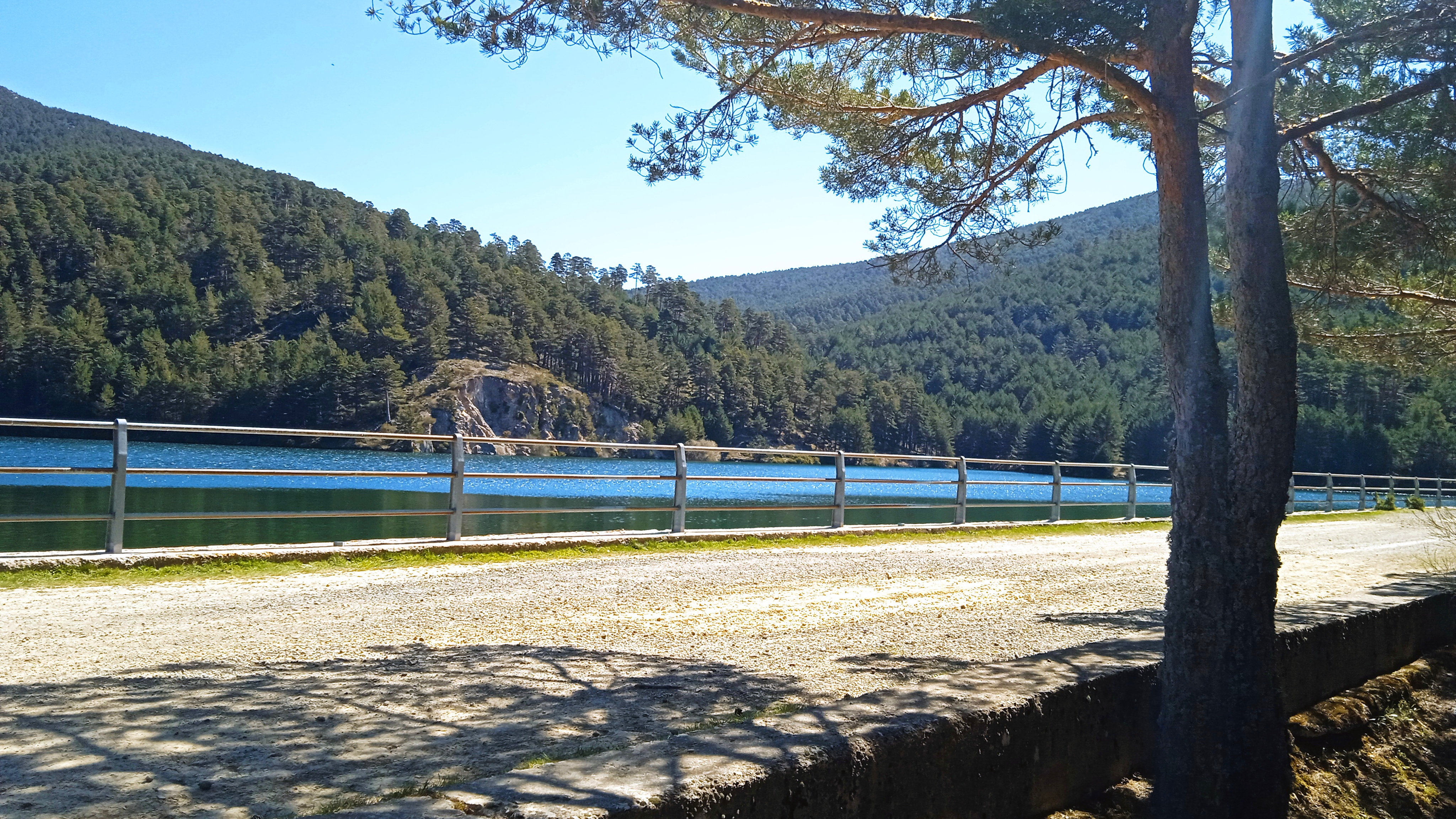
Vista del entorno del pantano desde su presa

El embalse está situado en plena Sierra de Guadarrama rodeado de pinares en el bosque Dehesa de la Garganta, dentro de la Reserva de Biosfera del Real Sitio de San Ildefonso-El Espinar y siendo parte del límite sureste del Parque natural Sierra Norte de Guadarrama.
El cuerpo de agua se ubica en las más cotas altas del río Moros, cercano a su nacimiento y al comienzo de su garganta, justo después del Embalse de Vado de las Cabras (1959).
En el pantano, además del río Moros, convergen también varios de sus arroyos afluentes, siendo estos Bercial, del Patarro y del Tejo quién le da el nombre junto con el paraje de Las Tabladillas, que es también un refugio forestal.

## Explotación

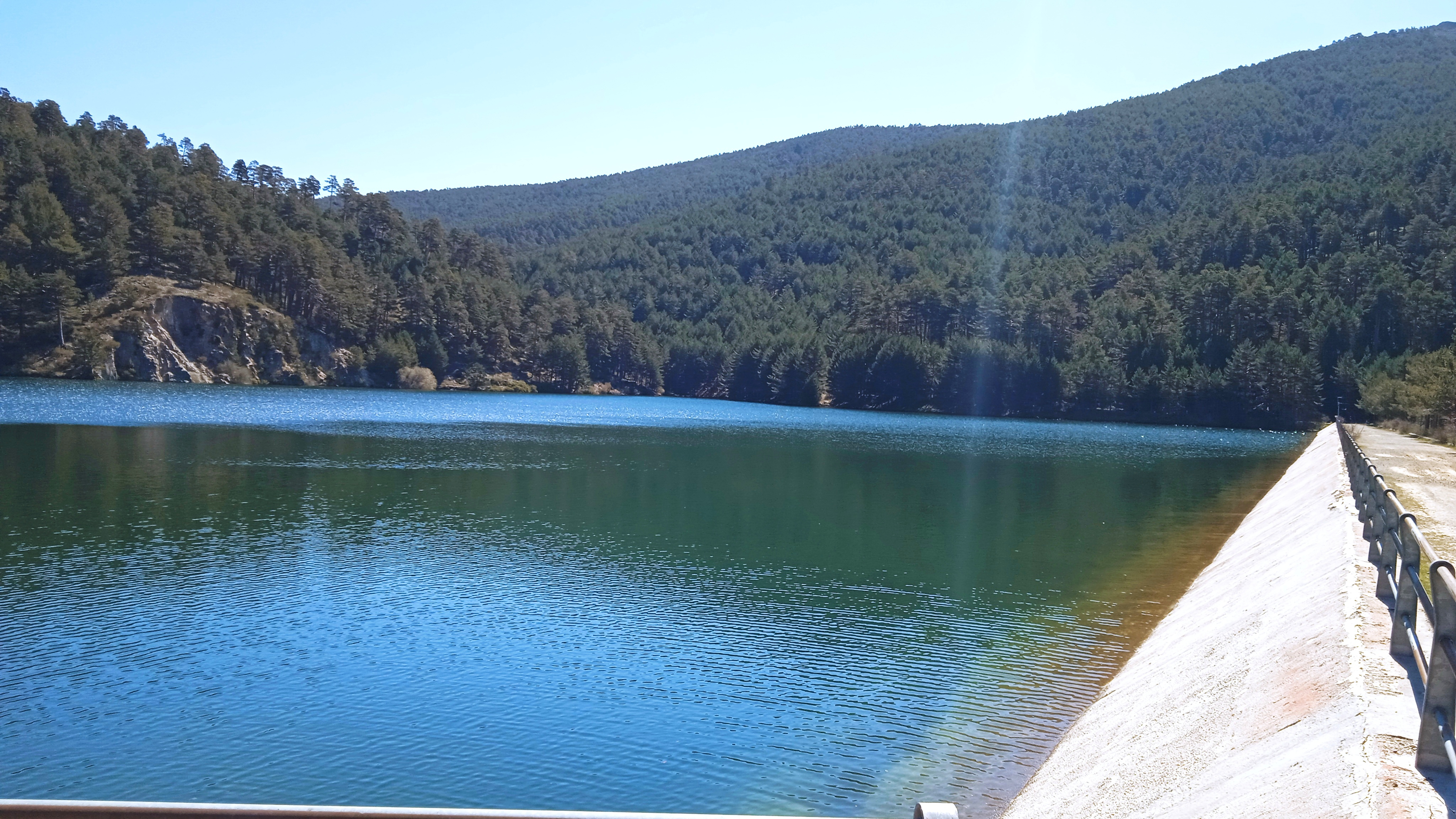
Vista del agua embalsada

El embalse tiene por objetivo el abastecimiento humano de la población de los núcleos de San Rafael, Gudillos, Prados, La Estación de El Espinar y El Espinar capital que en 2023 sumaban 8.290 habitantes censados, población se triplica en época vacacional y festiva por las segundas residencias y la permanencia de una elevada población flotante.

## Estado de conservación y titularidad

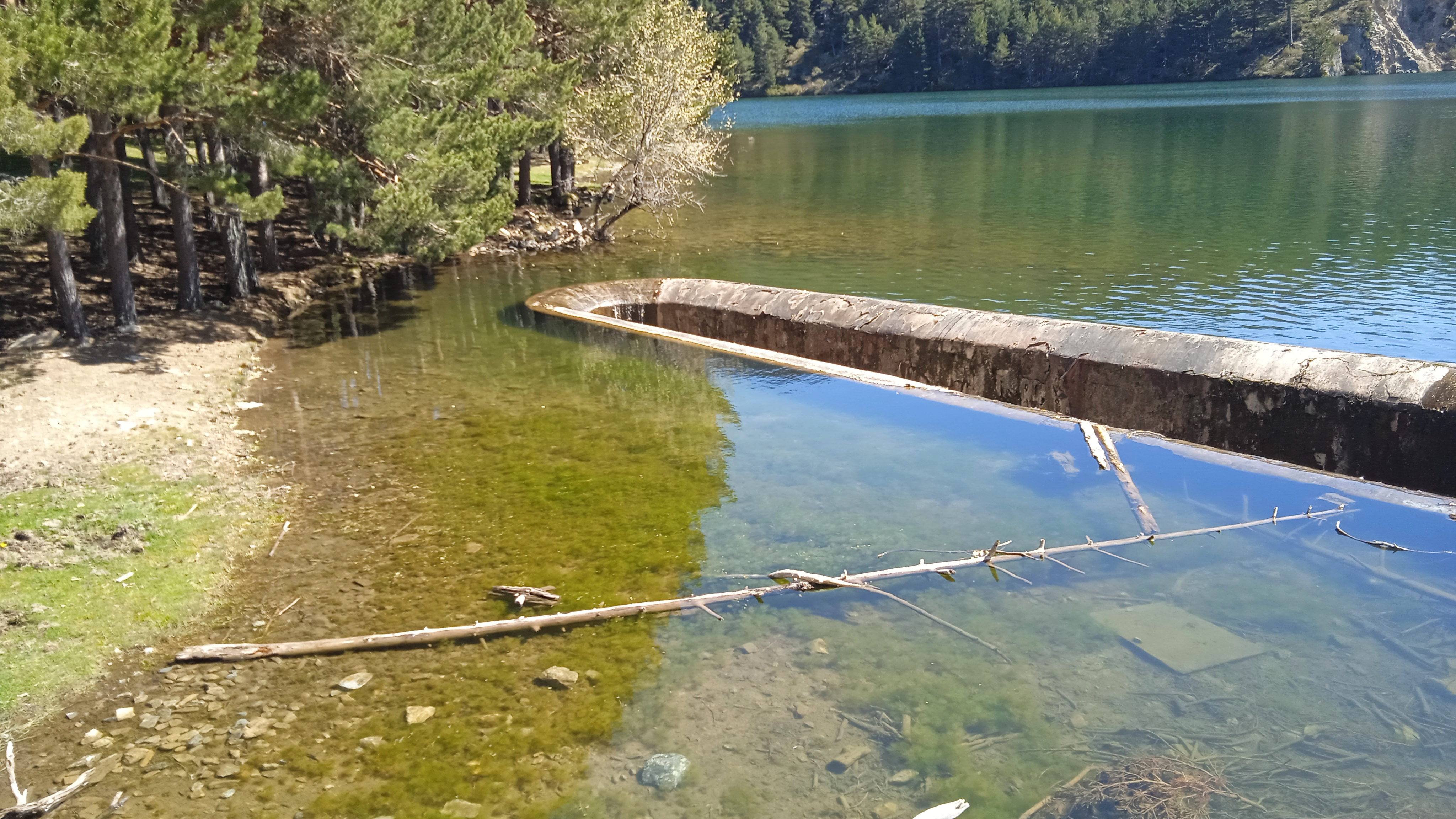
Aliviadero del embalse con patentes signos de deterioro

Desde su construcción entre el 17 de junio de 1966 y el 30 de septiembre de 1975, en terrenos comunales de la Comunidad de Ciudad y Tierra de Segovia quién sigue siendo propietaria de algunas inmediaciones, existen acusaciones mutuas de no responsabilizarse de la presa entre el Ayuntamiento de El Espinar y la Confederación Hidrográfica del Duero (Ministerio para la Transición Ecológica y el Reto Demográfico), ya que ninguno de los dos quiere hacerse cargo de la titularidad y por ende mantenimiento.
En los años 90 la presa comenzó a sufrir filtraciones que se mantienen en la actualidad, secando después el caudal del río Moros en un gran impacto ecológico perjudicial. Se encuentra en un mal estado de conservación ya constatado en un informe en 2020 que declaró falta de mantenimiento incumpliéndose la normativa de presas, augurando situaciones de riesgo si no se realizaba una inversión de entre 10 y 25 millones de euros.
Un recurso municipal en 2022 terminó en una sentencia judicial que invalidó un acuerdo de la CHD de 2020 por el que se establecía que la titularidad de la presa era del Ayuntamiento de El Espinar, pero no determinó tampoco que la titularidad fuera de la confederación.
Tras las inundaciones de la DANA de 2024 en España, a comienzos de 2025 el Consejo de Ministros aprobó de urgencia menos de 5 millones de euros para realizar reparaciones que al comenzar constataron un estado peor al esperado, restringiendo inmediatamente el acceso en un área de varios kilómetros a la redonda. Según se fueron detectando graves daños estructurales durante los trabajos de mantenimiento que podrían provocar su rotura e inundaciones en una zona poblada por varios millares de personas, la Junta de Castilla y León activó el nivel 2 de emergencia y pidió más información al gobierno central en medio de un cruce de acusaciones entre ayuntamiento y confederación.